# Уль-Комысь
Уль-Комысь — река в России, течёт по территории Удорского района Республики Коми. Правая составляющая реки Комысь.
Длина реки составляет 63 км. 
Впадает в Комысь на высоте 114 м над уровнем моря.

## Данные водного реестра
По данным государственного водного реестра России относится к Двинско-Печорскому бассейновому округу, водохозяйственный участок реки — Мезень от истока до водомерного поста у деревни Малонисогорская. Речной бассейн реки — Мезень.
Код объекта в государственном водном реестре — 03030000112103000043513.